# Ким Ён Ок
Ким Ён Ок (кор. 김영옥; род. 5 декабря 1937, Кэйдзё, Кэйкидо, Генерал-губернаторство Корея, Японская империя) — южнокорейская актриса, известная также как Бабушка нации, так как сыграла множество ролей бабушек в кино и на телевидении.

## Биография
Ким Ён Ок дебютировала в 1957 году на первой телевизионной станции Республики Корея HLKZ-TV, одновременно работая на университетской радиовещательной станции и в театральной труппе. Однако после пожара на телеканале HLKZ-TV, вызванного перегревом электропроводки, в 1959 году она перешла работать на радиостанцию Чхунчхон (Chuncheon Broadcasting Station) в качестве диктора. Однако уже через 8 месяцев она присоединилась к Театральной ассоциации актёров озвучивания CBS (Christian Broadcasting System) в качестве актёра озвучивания в 5-м поколении в 1960 году. Затем в 1961 году присоединилась к первому поколению Театральной ассоциации актеров озвучивания MBC.
В 1969 году Ким Ён Ок впервые появилась в телевизионной драме MBC. Она одна из самых представительных корейских актрис, которая работала без перерыва с момента своего дебюта. В настоящее время она является старейшей действующей актрисой в Корее.

## Избранная фильмография
| Год  |   | Русское название | Оригинальное название | Роль       |
| ---- | - | ---------------- | --------------------- | ---------- |
| 2021 | с | Игра в кальмара  | 오징어 게임           | О Маль Сун |